# Granite (Oregon)
Granite è una città degli Stati Uniti d'America situata nell'Oregon, nella Contea di Grant.